# عقد (بعدان)

تعديل مصدري - تعديل

عقد هي إحدى قرى عزلة المنار بمديرية بعدان التابعة لمحافظة إب، بلغ تعداد سكانها 345 نسمة حسب تعداد اليمن لعام 2004.